# Vincent Jansz van der Vinne

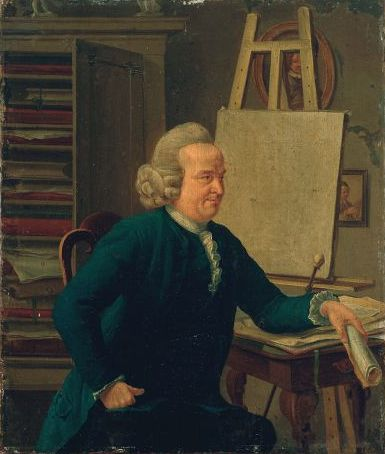
Autorretrato de Vincent Jansz. van der Vinne en el Museo Frans Hals de Haarlem.

Vincent Jansz. van der Vinne (Haarlem, Provincias Unidas de los Países Bajos, 1736-Haarlem, Primer Imperio francés, 1811) fue un pintor neerlandés, bisnieto de Vincent van der Vinne.
Según el Instituto Neerlandés de Historia del Arte (Rijksbureau voor Kunsthistorische Documentatie, RKD) fue alumno de su padre, Jan Laurentsz. van der Vinne, quien pintaba flores para los cultivadores de bulbos de Haarlem. En 1754 pasó a formar parte del Gremio de San Lucas de Haarlem (Sint-Lucasgilde en neerlandés). Es conocido por sus paisajes a la italiana y sus bodegones de flores, aunque también hizo tapices. Fue el primer conservador de arte del Museo Teyler entre 1778 y 1785, cuando tras una discusión con Martin van Marum dejó el cargo, siendo su puesto ocupado por Wybrand Hendriks.